# Mohamed Ouamar Ghrib
Mohamed Ouamar Ghrib (ar. محمد عمر غريب; ur. 24 stycznia 1960 w Algierze) – algierski piłkarz grający na pozycji pomocnika. W swojej karierze rozegrał 9 meczów i strzelił 2 gole w reprezentacji Algierii.

## Kariera klubowa
W swojej karierze piłkarskiej Ghrib grał w klubie DNC Algier.

## Kariera reprezentacyjna
W reprezentacji Algierii Ghrib zadebiutował w 1980 roku. W tym samym roku powołano go do kadry na Igrzysla Olimpijskie w Moskwie i Puchar Narodów Afryki 1980. Na tym turnieju był rezerwowym i nie rozegrał żadnego spotkania. Z Algierią wywalczył wicemistrzostwo Afryki. W kadrze narodowej grał do 1981 roku. Wystąpił w niej 9 razy i strzelił 2 gole.